# Ситапур
Ситапур (хинди सीतापुर, англ. Sitapur) — город на севере центральной части индийского штата Уттар-Прадеш. Административный центр одноимённого округа.

## География
Расположен на реке Сараян, примерно в 89 км к северо-западу от Лакхнау, на высоте 137 м над уровнем моря.

## Население
По данным переписи 2001 года население города насчитывало 151 827 человек. Доля мужчин — 52 %, доля женщин — 48 %. Уровень грамотности — 68 % (72 % мужчин и 63 % женщин). Доля детей в возрасте до 6 лет — 12 %. По данным переписи 2011 года население составляет 188 230 человек.

## Транспорт
Через Ситапур проходит национальное шоссе № 24, соединяющее Дели и Лакхнау. Имеется железнодорожное сообщение.